# Aucana ramirezi
Aucana ramirezi là một loài nhện trong họ Pholcidae. Loài này được phát hiện ở Chile.